# Dub Sobieského v Łężczoku
Dub Sobieského v Łężczoku, polsky Dąb Sobieskiego w Łężczoku, je památný strom dub letní (Quercus robur L.) v přírodní rezervaci Łężczok patřící do krajinného parku Park Krajobrazowy Cysterskie Kompozycje Krajobrazowe Rud Wielkich. Nachází se u vesnice Łężczok na hranici městské čtvrti Markowice města Ratiboř (Racibórz) a gminy Nędza v okrese Ratiboř v jižním Polsku. Geograficky leží v geomorfologickém celku Ratibořská kotlina ve Slezském vojvodství a Horním Slezsku.

## Historie a popis stromu
Dub Sobieského v Łężczoku je nejmohutnější a nejstarší strom v Ratiboři a přírodní rezervaci Łężczok a také jeden ze tří nejstarších a nejmohutnějších stromů v krajinném parku Cysterskie Kompozycje Krajobrazowe Rud Wielkich. Z důvodů ochrany cenného stromu je kmen dubu obehnán malým dřevěným plotem. Tlustý kmen stromu se ve výšce 3,5 m větví na dva hlavní kmeny. V minulosti zde byl ještě třetí kmen, který asi byl zlomen větrem a zůstala po něm dutina. Dub roste v přírodní Aleji polských husarů (Alej Husarii Polskiej) podél hráze oddělující rybníky Grabowiec a Brzeziniak.
| Obvod kmene (ve výčetní výšce):  | 6,90 m                                     |
| Výška stromu:                    | 33 m                                       |
| Ochranné pásmo stromu:           | vyhlášené v souladu s polskou legislativou |
| Datum prvního vyhlášení ochrany: | 14. dubna 1967                             |
| Odhad stáří stromu k roku 2023   | asi 440 let                                |

## Legendy a historie
Podle legendy byl dub vysazen a nazván na počest polského krále Jana III Sobieského, když tahl s vojskem na bitvu u Vídně v roce 1683. Legenda však není pravdivá, protože v roce 1683 byl strom již asi 100 let starý. Tento dub je také součástí tradice Sobieského stromů (drzewa Sobieskiego) udržované v Horním Slezsku. V 70. letech 20. století byla dutina stromu neodborně zalita betonem a způsobila rozvoj hniloby kmene. V 70. letech 20. století byl také neodborně použit kovový řetěz, který opásal oba kmeny ve výšce cca 10 m a chránil je před rozštěpením, avšak způsobuje, že oba dva kmeny dubu odumírají v důsledku zarůstání řetězu do kmene. Strom byl také později ošetřován ořezem a je do značné výšky bez větví, také byly odborně ošetřeny jeho dutiny a ve výšce 20 m byl připevněn pružný popruh, který chrání korunu před rozštěpením.

## Další informace
Kolem dubu vede cyklotrasa a značené turistické trasy:
- Szlak Husarii Polskiej (stezka Polských husarů) z příhraniční vesnice Krzanowice až do města Będzin, která spojuje města, jimiž prošel pochod vojsk vedených polským králem Janem III Sobieským na pomoc Turky obležené Vídni v roce 1683.
- Szlak Młodości Eichendorffa (stezka Eichendorffova mládí) z Łubowice až do Brzezie (čtvrť města Ratiboř), která je pojmenovaná po místním významném německém romantickém básníkovi Joseph von Eichendorff.
- Szlak spacerowy po Rezerwacie przyrody Łężczok (Stezka procházky po přírodním parku Łężczok).

Nedaleko dubu se nachází také ruiny historického loveckého zámečku z 18. století a dřevěný kříž, připomínající hajného, kterého zabil pytlák.
Místo je, vyjma období hnízdění ptáků, celoročně volně přístupné.

## Galerie

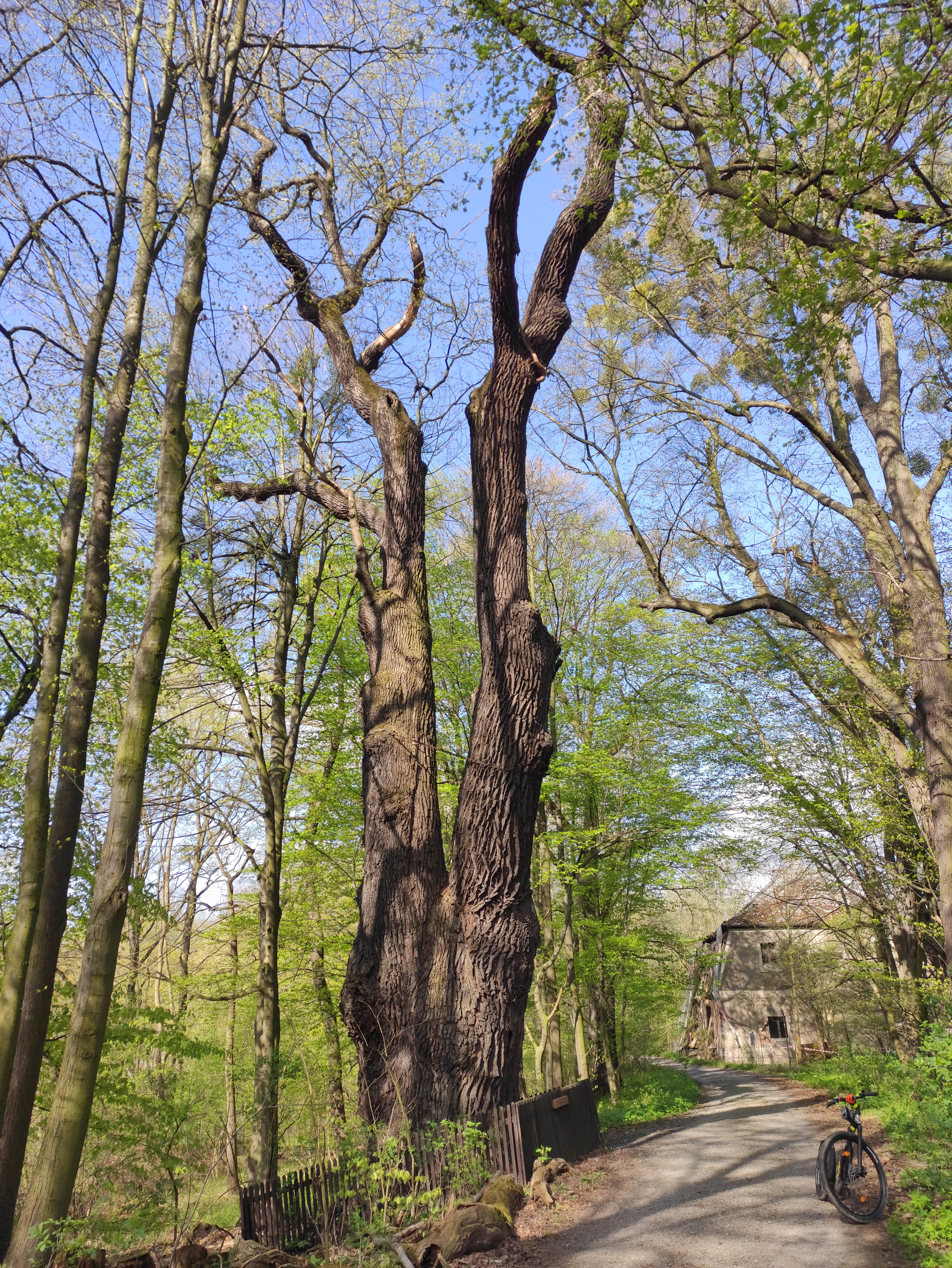
Poloha stromu u lesní silnice
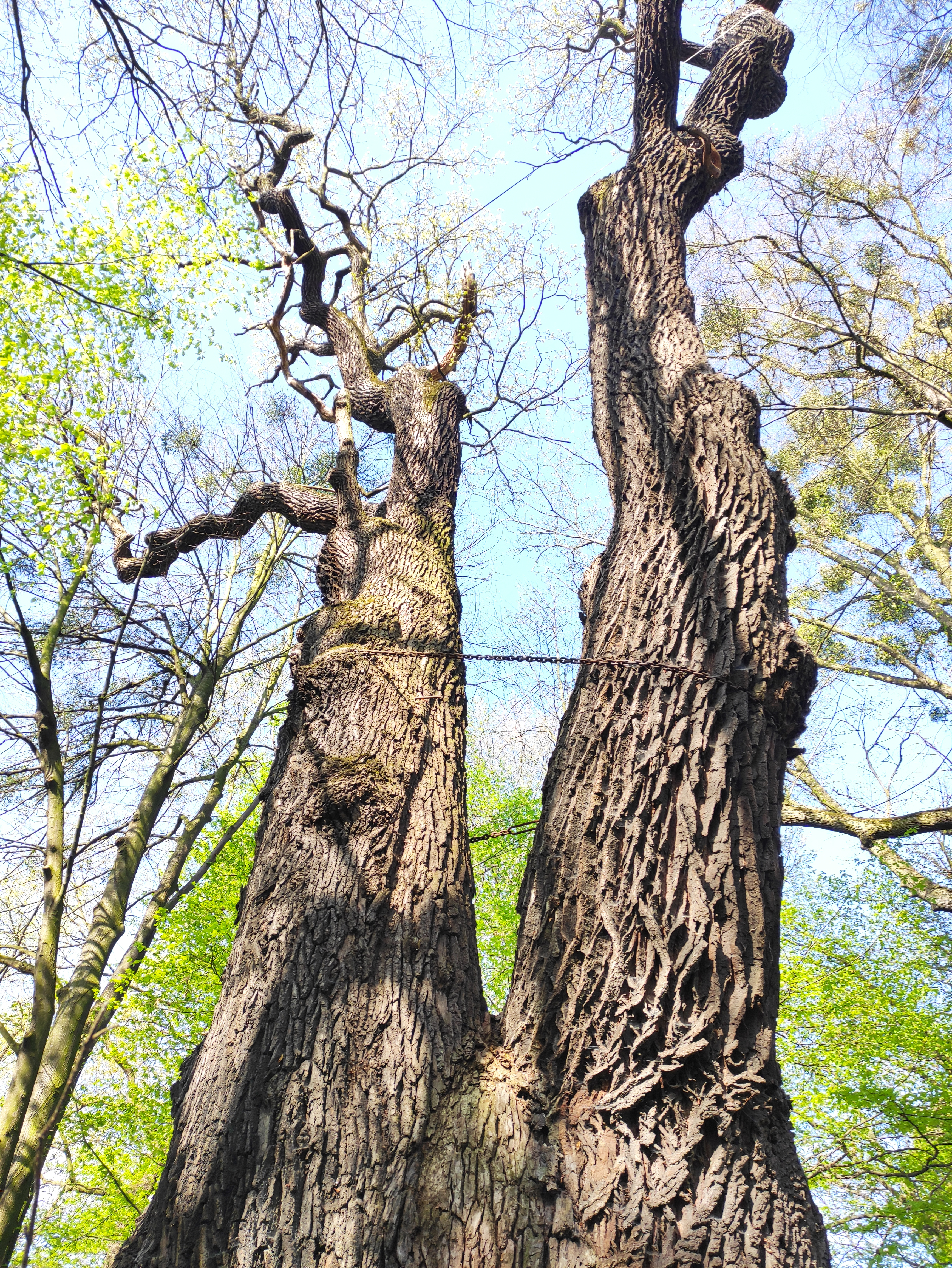
Detail zpevnění koruny
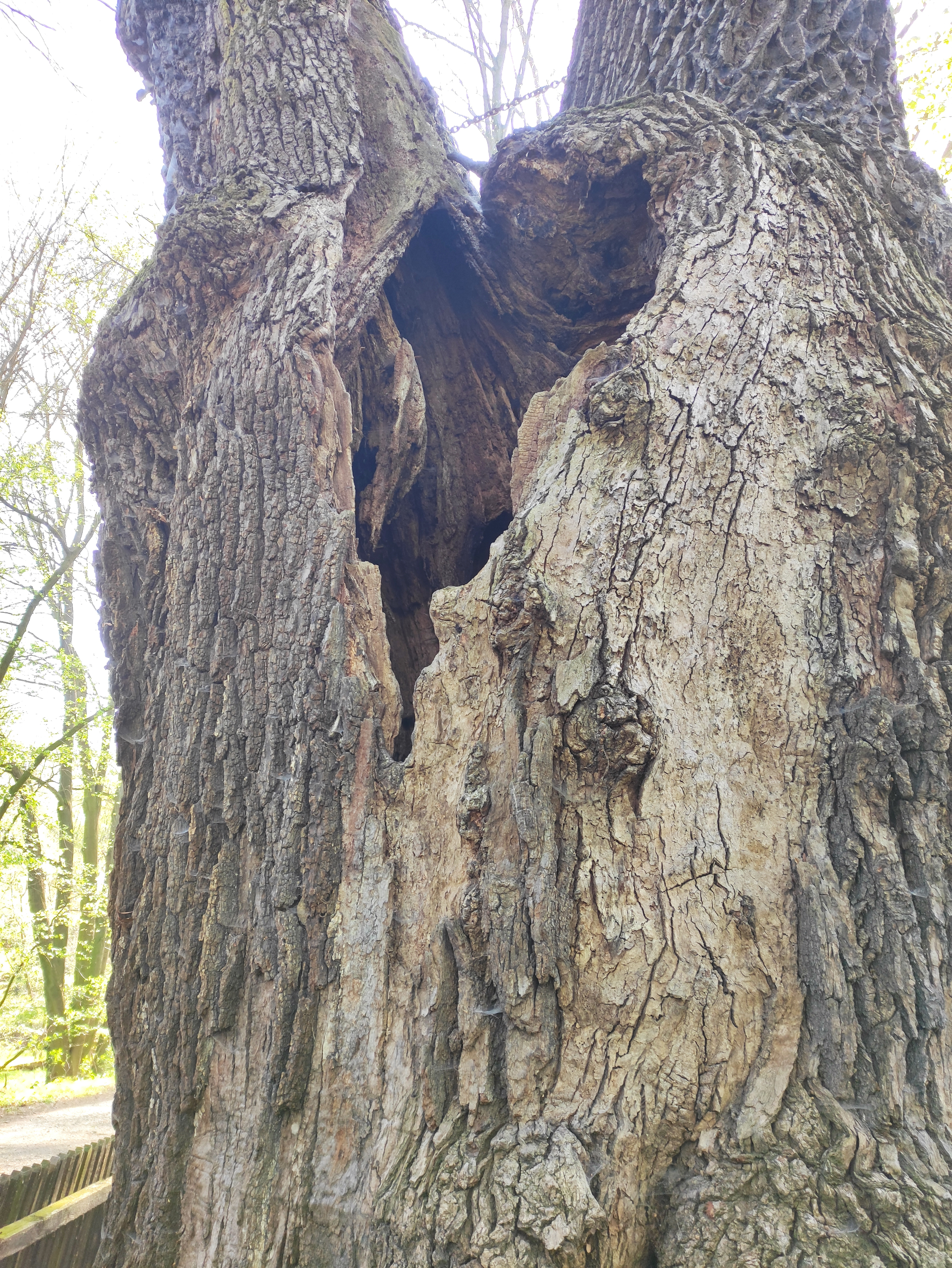
Detail dutiny kmene
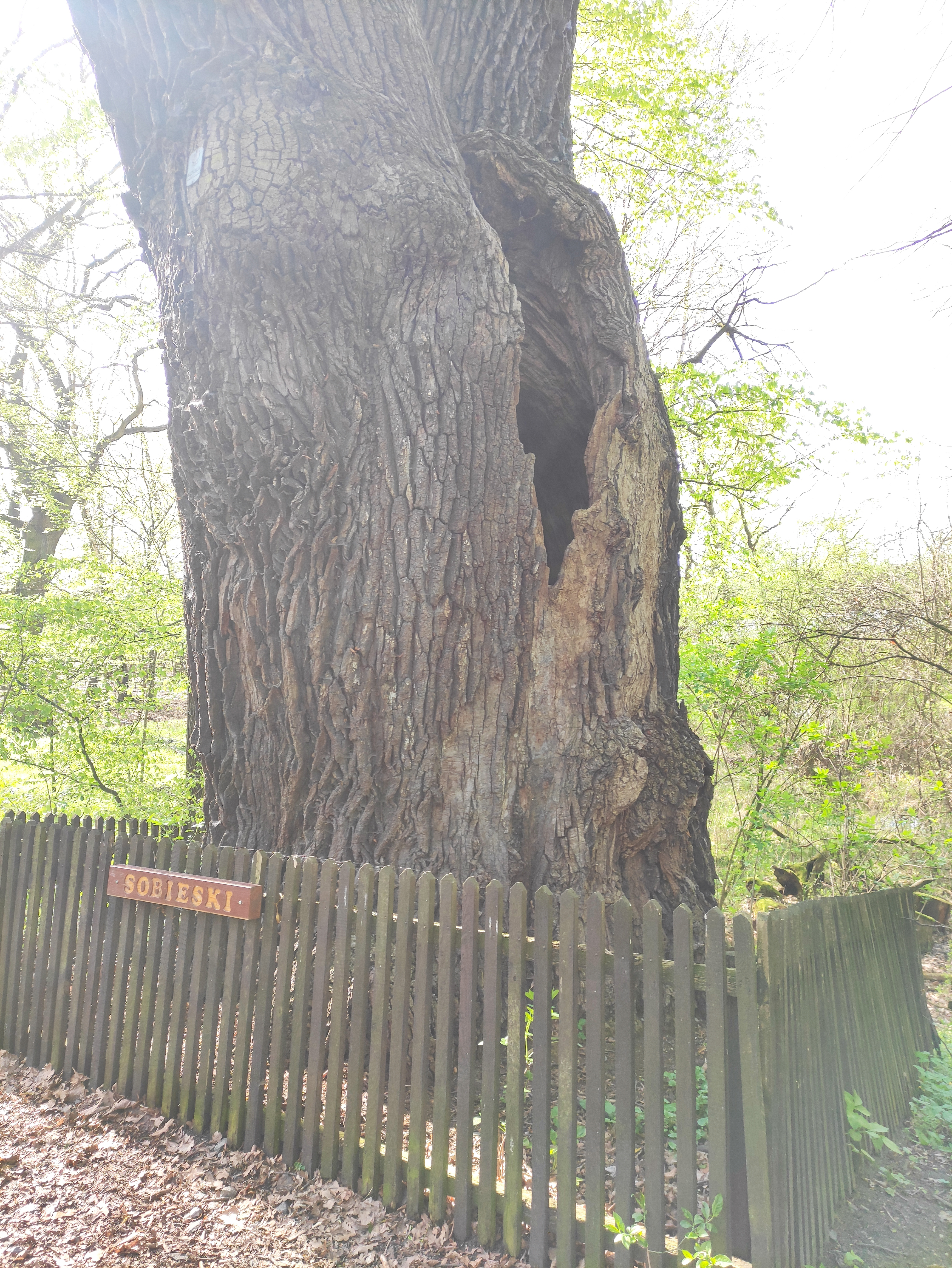
Oplocení stromu